# 1947 في العراق
فيما يلي قوائم الأحداث التي وقعت خلال عام 1947 في العراق.

## كتب
من الكتب التي صدرت هذه السنة في العراق:
- 1 يناير – في سبيل البعث من تأليف ميشيل عفلق.

## مواليد

### يناير
- 1 يناير – أنور جسام لاعب كرة قدم عراقي.
- 1 يناير – حازم الشعلان سياسي عراقي.
- 1 يناير – روز نوري شاويس سياسي عراقي.
- 1 يناير – روني دانيال صحفي إسرائيلي.
- 1 يناير – رياض عبد اللطيف الشهابي كاتب وضابط عسكري.
- 1 يناير – عبد القادر المفرجي سياسي عراقي.
- 1 يناير – علي علاوي سياسي أمريكي.
- 1 يناير – موفق الربيعي سياسي عراقي.
- 1 يناير – جاسم الطويرجاوي رجل دين وخطيب حسيني وواعظ معاصر عند الشيعة.

### فبراير
- 14 فبراير – فارتان ملكيان
- 27 فبراير – سبعاوي إبراهيم التكريتي سياسي عراقي.

### مارس
- 25 مارس – إبراهيم الجعفري سياسي عراقي.

### يوليو
- 1 يوليو – صالح المطلك سياسي عراقي.
- 1 يوليو – وفيق السامرائي

### نوفمبر
- 19 نوفمبر – باسم حاتم
- 24 نوفمبر – ساسون جاباي ممثل إسرائيلي.

## وفيات

### أبريل
- 21 أبريل – موشي برزاني (مواليد 1926)

### يونيو
- 8 يونيو – يوسف رجيب (مواليد 1900) صحفي وكاتب عراقي.